# 足球协会列表
以下是国际足球协会列表：

## 全球
- FIFA - 国际足球联合会 - 211名会员 - 成立于1904年，代表来自世界各地的国家，是国际公认的足球总体管理机构。它的首要比赛是四年一度的国际足协世界盃。
- NF-Board - 新足球联盟理事会 - 18名会员 + 14名临时会员 - 成立于2003年代表国家、附庸国、未被承认的国家、少数民族、无国籍人民、地区和没有隶属于国际足联的微国家。主要比赛是万岁世界盃。截至2013年1月，这个组织已被解散。
- ConIFA - 独立足球协会联合会 - 24名会员 - 成立于2013年代表国家、附庸国、未被承认的国家、少数民族和不隶属于国际足联的地区，取代了NF-Board。主赛事是独立足球协会联合会世界杯（英语：ConIFA World Football Cup）。

## 各州足联

### 国际足联
国际足联成员各足球协会共同组成各洲联合会，组织各洲国家和俱乐部比赛。
- AFC - 亚洲足球联合会 - 46名会员 + 1名准会员 - 成立于1954年，代表亚洲国家的足球协会。主要赛事是亚足联亚洲杯。
- CAF - 非洲足球协会 - 54名会员 + 2名准会员 - 成立于1957年，代表非洲国家的足球协会。主要赛事是非洲国家盃。
- CONCACAF - 中北美洲及加勒比海足球协会 - 35名会员 + 6名准会员 - 成立于1961年，代表北美洲、中美洲及加勒比地区 国家的足球协会。主要赛事是美洲金盃。
- CONMEBOL - 南美洲足球协会 - 10名会员 - 成立于1916年，代表南美洲国家的足球协会。主要赛事是美洲盃足球赛.
- OFC - 大洋洲足球协会 - 11名会员 + 3名准会员 - 成立于1966年，代表大洋洲国家的足球协会。主要赛事是大洋洲国家盃。
- UEFA 欧洲足球协会联盟 - 55名会员  - 成立于1954年，代表欧洲国家的足球协会。主要赛事是欧洲足球锦标赛。

### 非国际足联
NF-Board内存在两个洲级联盟。
- CSANF - 南美洲新联盟理事会 - 4名会员 + 1名准会员 - 成立于2007年，代表不属于国际足联的南美洲足球队。
- NAANF - 北美洲和北极新联盟 - 0名会员 - 成立于2008年，代表北美洲、中美洲、加勒比及北极地区非国际足联的队伍。

## 洲际
以下联合会由跨越各洲边界的国际足联成员协会组成。
- UAFA - 阿拉伯足球协会联会 - 22名会员 - 成立于1974年，代表非洲和亚洲的阿拉伯国家。主要赛事为阿拉伯国家盃。

## 地区

### 非洲
隶属于非洲足球协会
- CECAFA - 东及中非洲足球协会委员会 - 10名会员 + 1名准会员 - 成立于1927年，代表一般被认为是东非地区国家和一些中部非洲国家的足球协会。主要赛事是东及中非洲足球协会委员会杯（英语：CECAFA Cup）.
- COSAFA - 南非洲足球协会委员会 - 14名会员 + 1名准会员 - 成立于1997年，代表一般被认为是南部非洲，以及南部非洲海岸的岛屿国家。主要赛事是南非洲足球协会委员会杯（英语：COSAFA Cup）。
- WAFU (UFOA) - 西非足球联会 - 8名会员 - 成立于1977年，代表西非国家的两个足球协会之一。主要赛事是西非足球联会国家杯。
- UNAF - 北非洲足球协会联会 - 5名会员 - 成立于2005年，代表北非国家的足球协会。
- UNIFFAC - 中非洲足球总会联会 - 8名会员 - 代表中非的一些国家的足球协会。主要赛事是中非洲足球总会联会杯（英语：CEMAC Cup）。

### 亚洲
隶属于亚洲足球联合会
- WAFF - 西亚足球协会 - 12名会员 - 成立于2000年，代表亚洲大陆西端的国家。主要赛事是西亚足球锦标赛。
  - AGCFF（英语：Arab Gulf Cup Football Federation） - 阿拉伯海湾杯足球联合会 - 8名会员 - 成立于2016年，代表波斯湾的阿拉伯国家。主要赛事是海湾国家盃。
- EAFF - 东亚足球协会 - 10名会员 - 成立于2002年，代表普遍被认为组成"远东"地区的国家。主要赛事是东亚足球锦标赛。
- SAFF - 南亚足球联合会 - 7名会员 - 成立于1997年，代表南亚国家。主要赛事是南亚足球锦标赛。
- CAFA - 中亚足球联合会 - 6名会员 - 成立于2015年，代表中亚国家。主要赛事是中亚足球联合会冠军赛（英语：CAFA Championship）。
- AFF - 东南亚足球协会 - 12名会员 - 成立于1984, 代表东南亚国家。主要赛事是东盟足球锦标赛。

### 北美洲
隶属于中北美洲及加勒比海足球协会
- CFU - 加勒比海足球联盟 - 30名会员 -  代表所有加勒比地区国家。主要赛事是加勒比海盃。
  - LIFA（英语：Leeward Islands Football Association） - 背风群岛足球协会 - 11名会员 - 成立于1949年，代表背风群岛国家，隶属于加勒比海足球联盟。主要赛事是背风群岛锦标赛（英语：Leeward Islands Tournament）。
  - WIFA - 向风群岛足球协会 - 4名会员 - 代表向风群岛国家，隶属于加勒比海足球联盟。主要赛事是向风群岛锦标赛（英语：Windward Islands Tournament）。
- NAFU - 北美洲足球联盟 - 3名会员 - 代表北美洲的三个主权国家。主要赛事是北美洲国家杯（英语：North American Nations Cup），现已不存在。
- UNCAF 中美洲足球联盟 - 7名会员 - 代表中美洲的七个国家。主要赛事是中美洲国家盃。

## 已解散
- CCCF（英语：Confederacion Centroamericana y del Caribe de Futbol） - 中美洲和加勒比足球联合会 - 37名会员 - 解散于1961年，代表中美洲和加勒比地区的国家，并曾直接隶属于国际足联。主要赛事是中美洲和加勒比足球联合会杯（英语：CCCF Championship）.
- CENF - 欧洲新联盟联合会 - 0名会员 - 成立于2007年，于2008年解散，代表不隶属于欧洲国际足联的球队，并隶属于NF-Board。主要赛事是欧洲新联盟联合会杯，但从未举行。
- FIFI - 国际足球独立联合会 - 5名会员 - 代表不属于国际足联的国家、附庸国、未被承认的地区。主要赛事是世界野盃。
- IFU - 国际足球联盟 - 2名临时会员 - 成立于2009年，作为不属于国际足联的国家和地区的国际足球联合会，于2010年解散。
- NAFC（英语：North American Football Confederation） - 北美足球联合会 - 4名会员 - 成立于1946年，解散于1961年，代表北美地区并曾直接隶属于国际足联。主要赛事是北美足球联合会冠军赛。
- PFC（英语：Panamerican Football Confederation） 泛美足球联合会 - 50名会员 - 成立于1946年，代表美洲国家。主要赛事是泛美冠军赛（英语：Panamerican Championship）。
- UIAFA - 国际业余足球协会联盟 - 3名后为5名会员 - 成立于1908年，解散于1912年。主要赛事是欧洲业余冠军赛。